# Darío Volonté
Darío Volonté (Buenos Aires, 1 de septiembre de 1963) es un tenor lírico argentino de actuación internacional.

## Biografía
Participó en la guerra de las Malvinas como suboficial maquinista naval, con dieciocho años, y fue uno de los sobrevivientes del Crucero ARA General Belgrano. A su regreso, se unió a un coro de una iglesia. Allí fue descubierto por el barítono José Crea, quien le enseñó gratis mientras se ganaba la vida como conductor de furgoneta. Más tarde, completó su entrenamiento perfeccionándose con el tenor Vittorio Terranova en Milán.
Debutó en Buenos Aires con Tosca en el festival de música realizado por la Ópera de Buenos Aires.
En 1998 debuta en Europa con Il Trovatore y Un ballo in maschera en gira por Países Bajos y Bélgica.
Se suceden Don Carlos en Bolonia, Tosca, I Pagliacci, Manon Lescaut y Fedora en el Teatro Regio de Turín, Lucia di Lammermoor en la ópera de Zúrich, Il Corsaro en Trieste, y nuevamente Manon Lescaut en el Teatro Massimo de Palermo.
En mayo de 1999 debuta en el Teatro Colón con la ópera Aurora, de Héctor Panizza, realizando el primero y único bis en la noche de gran abono en la historia del Teatro Colón con la "Canción de la Bandera" (Aurora) del intermedio épico. Luego cerraría la temporada del Teatro Colón con Lucia di Lammermoor. En el 2000 cantó Il Trovatore en el New National Opera Theatre en Tokio, el Teatro Colón y en el Teatro Regio de Parma, grabando para el sello Fone la ópera completa del vivo. Ese mismo año debuta con el maestro Riccardo Muti en Tosca en el Teatro Alla Scala de Milán.

En años siguientes, en síntesis, ha cantado, entre otros, con Plácido Domingo, Zubin Mehta, Carlo Rizzi, Daniel Oren, Fabio Luisi, Kent Nagano, Bruno Bartoletti, Kery Lynn Wilson, Donato Renzetti, Stefan Soltesz, Christian Thielemann, Marco Zambelli, Daniele Callegari, Marco Guidarini y Riccardo Chailly.
Ha trabajado con registas como Graham Vick, Luca Ronconi, Liliana Cavani, Hugo de Ana, Francesca Zambello, Andrei Serban, Doris Dorrie, Nikolaus Lehnhoff, Pier Luigi Pizzi, Robert Carsen, Alberto Fassini, Lofti Mansouri, Joseph Franconi Lee, Roberto Oswald, Tilman Knabe, entre otros.
Alguno de los teatros donde hasta el presente ha cantado imcluyen: Regio di Parma, Scala di Milano, Opera di Roma, Massimo di Palermo, Regio di Torino, Massimo Bellini di Catania, Comunale di Trieste, Politeama di Lecce, Festival di Macerata, Torre del Lago, Comunale di Firenze, San Carlo di Napoli, Filarmonico di Milano, Carlo Felice di Genova, Washington National Opera, Cincinnati, Pittsburgh, San Diego, Wexford Festival, Bregenz Festpiele, Mannheim, Berlin Staatsoper, Deutsche Oper Berlin, National Opera Seoul, Korea, Aalto Theater Essen, West Australian Opera, Teatro Colón de Buenos Aires, Municipal de San Pablo, Brasil, La Mestranza de Sevilla, Ópera de Bilbao, Palma de Mallorca, Las Palmas, y Real de Madrid.
En su repertorio figuran Il Trovatore, Il Corsaro, Un ballo in maschera, Don Carlo, La Battaglia di Legnano, Rigoletto, Norma, Andrea Chenier, Siberia, Cavalleria rusticana, I Pagliacci, I Cavallieri di Ekebu y Mefistofele. En el campo de oratorios cantó las Misas de Réquiem de Hector Berlioz, Giacomo Puccini, Giuseppe Verdi, Anton Bruckner y la Novena sinfonía de Beethoven.
En el final de la temporada del año 2006, en la producción del Teatro Colón de la ópera Turandot, realizó el segundo bis de su carrera en dicho teatro con el aria Nessun Dorma.
Es el único cantante en toda la historia del Teatro Colón en haber realizado dos bises, el único en haber hecho un bis en la noche de gran abono y posee la particularidad de haber hecho el último bis del siglo XX y el primero del siglo XXI.[cita requerida]
Se destaca como Calaf en Turandot, de Puccini.
En la actualidad incursiona junto a su actividad lírica en la música popular, cantando junto a artistas como Jairo, Lito Vitale, Sandra Mihanovich, Patricia Sosa, Zamba Quipildor, Juan Carlos Baglietto, Hilda Lizarazu, Minino Garay, Franco Luciani, entre otros.
Ha cantado en el Festival Nacional de Tango de La Falda, Córdoba.
En el año 2014 Darío Volonté ha armó su propia banda y grabó un CD, que sería lanzado en gira próximamente.
Durante 2015 debuta junto a su banda, Banda63, en gira por la Argentina, presentando su CD, "14", compuesto de temas populares que fueron cantados por otros tenores y de más de 20 géneros mezclados y arreglados de forma muy bailable y alegre. Realizó durante 2015 conciertos clásicos en toda Argentina y en el exterior en París, Vielicky Novgorod, San Petersburgo y Moscú.[cita requerida]

### Vida personal
Está casado con la mezzosoprano francesa de origen croata nacionalizada argentina Vera Cirkovic, con la cual produce conciertos multitudinarios a través de todo el país y Latinoamérica. Desde sus inicios ha realizado una intensa labor en Argentina, cantando en conciertos y óperas en casi todo el territorio y difundiendo el canto lírico.